# Прощання з господарем
«Прощання з господарем» (англ. Farewell to the Master) — науково фантастичне оповідання американського письменника Гаррі Бейтса. Вперше опубліковано у жовтні 1940 року в журналі «Аналог: наукова фантастика та факти». На творі ґрунтуються фільм 1951 року «День, коли Земля зупинилась» і його римейк 2008 року. В 1973 році, з дозволу Бейтса, історія була адаптована компанією «Marvel Comics» для коміксу «Невідомі світи».

## Сюжет
Оповідь ведеться з точки зору Кліффа Сазерленда, фріланс-фоторепортера, який був присутнім коли загадковий овалоїдний корабель миттєво з'явився в капітолії у Вашингтоні. Два дні по тому, з корабля вийшли невідомі відвідувачі: «богоподібна» людина і робот з зеленого металу заввишки в два з половиною метра. Людина тільки встигає сказати «Я Клаату, і це Ґнат» перед тим як його застрелює божевільний. Клаату хоронять поблизу корабля. Усі дні після інциденту Ґнат стоїть нерухомо, поки люди зводять лабораторії і музей навколо нього. І робот, і корабель виявляються непроникними для досліджень науковців.
Одного дня Сазерленд виявляє що робот заходить до корабля кожної ночі коли музей пустий, і відновлює свою позицію перед світанком. Ґнат бачить репортера, але ігнорує його. Після декількох дивних спостережень за роботом, Сазерленд повідомляє світ про свою знахідку. Ґната тоді цілком поміщено в оболонку міцного склоподібного матеріалу. Але робот розламує оболонку, і, не зазнавши ніяких пошкоджень від спроб знищити його, підбирає Сазерленда на плечі, і йде до мавзолею з тілом Клаату. Відкривши труну, Ґнат забирає аудіозапис з голосом Клаату, і тоді повертається до корабля.
Сазерленд застрибує до корабля, перед тим, як вхід закривається, і довідується, що робот працює над створенням копії Клаату з аудіозапису їхнього прибуття. Створений Клаату швидко помирає після розмови з репортером, через те що запис мав дефекти. Кліфф тоді пропонує дістати записуючий пристрій яким було зроблено аудіозапис, щоб дослідити його і компенсувати дефекти. Ґнат палко підтримує ідею. Сазерленд тоді домовляється щоб обладнання принесли до корабля. Пізніше коли Кліфф розуміє що Ґнат готовий покинути Землю, він просить робота щоб той сказав своєму господарю що смерть Клаату була нещасним випадком. На що Ґнат відповідає: «Ти неправильно зрозумів, я — господар.»